# هاينز غيز
هاينز غيز (بالألمانية: Heinz Giese)‏ هو ممثل ألماني، ولد في 5 يونيو 1919 في شتشين في بولندا، وتوفي في 19 أكتوبر 2010 في برلين في ألمانيا.

## وصلات خارجية
- هاينز غيز على موقع IMDb (الإنجليزية)
- هاينز غيز على موقع قاعدة بيانات الفيلم (الإنجليزية)
- هاينز غيز على موقع كينوبويسك (الروسية)